# Mozart: 17. szimfónia
Wolfgang Amadeus Mozart No. 17-es G-dúr szimfónia című alkotása a Köchel-jegyzékben 129-es szám alatt van.
Három tételből áll:
1. Allegro
2. Andante
3. Allegro

A mű 1772 májusában, Salzburgban íródott. Zenekara vonósegyüttesből, valamint két oboából és két kürtből áll. Mozart itáliai útjáról visszatérve gyors egymásutánban három szimfóniát írt, ezeket megelőzően pedig megkomponálta a Scipio álma című „dramatikus szerenádot” Metastasio szövegére, abból az alkalomból, hogy Salzburg új hercegérseke, Jeromos (Hieronymus von Colloredo gróf) díszes ünnepségek közepette bevonult a városba és megkezdte működését.
A G-dúr szimfónia első tétele azonban már többet árul el az olasz hatásnál: az első tétel gondosan proporcionált témái, ezeknek helyenként ellenpontos kidolgozásmódja éppoly meglepő a tizenhat éves mestertől, mint például a zenekari crescendo szuverén alkalmazása, amelyről tudott, hogy a mannheimi iskola nagyszerű vívmánya: Mozart azonban csak öt esztendővel e szimfónia komponálása után jutott el Mannheimba! Gondos és terjedelmes a tétel kidolgozási szakasza is, és nem várt hatást ér el a visszatérésben a kromatikus modulációk sorozata.
A lassú tételben már a két Haydn hatása is megcsillan. A finálé Giovanni Battista Sammartini stílusát idézi vadászatritmusával, számos apró ötletével, amelyeket többnyire két hegedű imitációjában hallunk.